# Bayreuther Festspielhaus

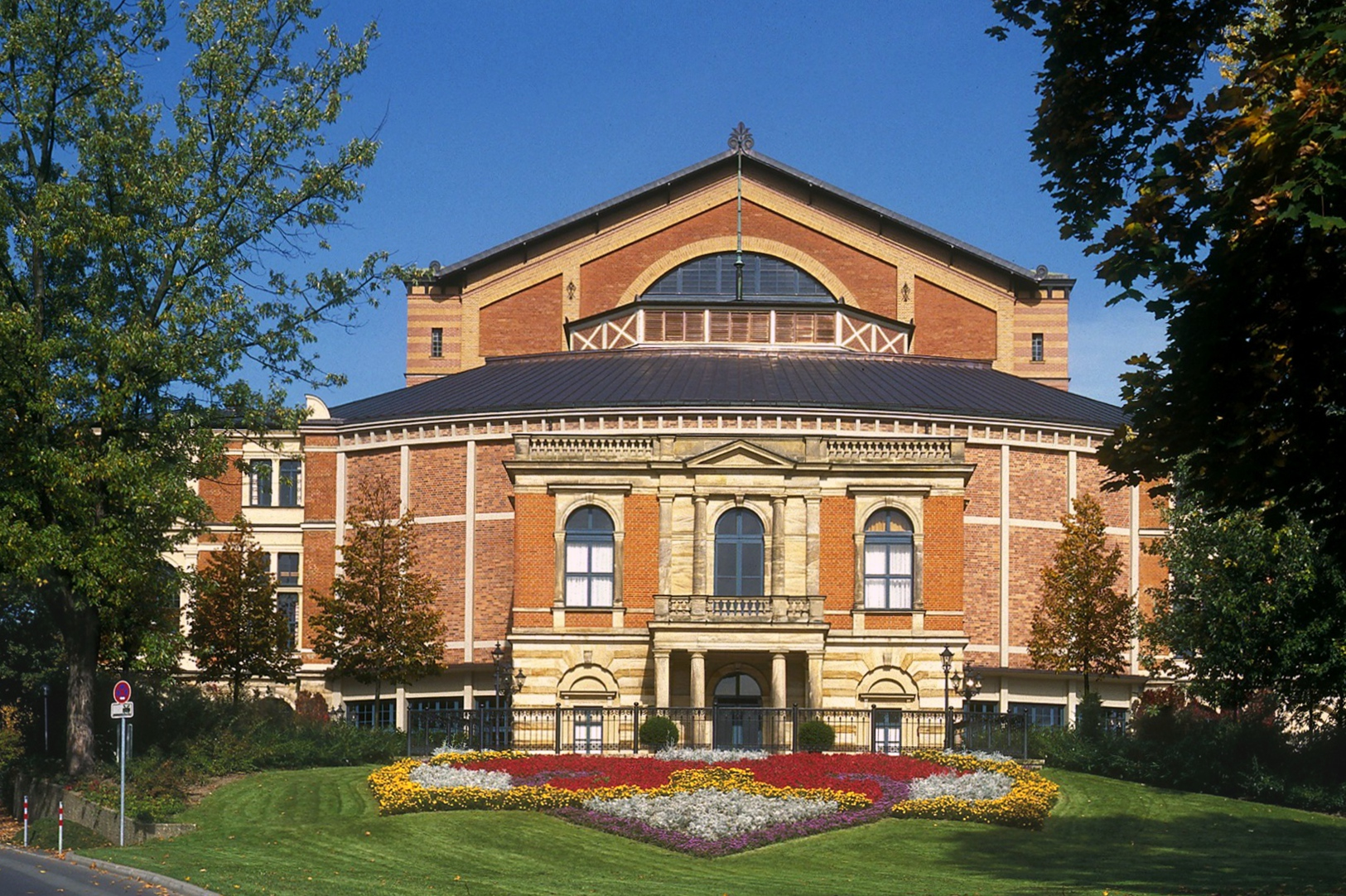
Bayreuther Festspielhaus

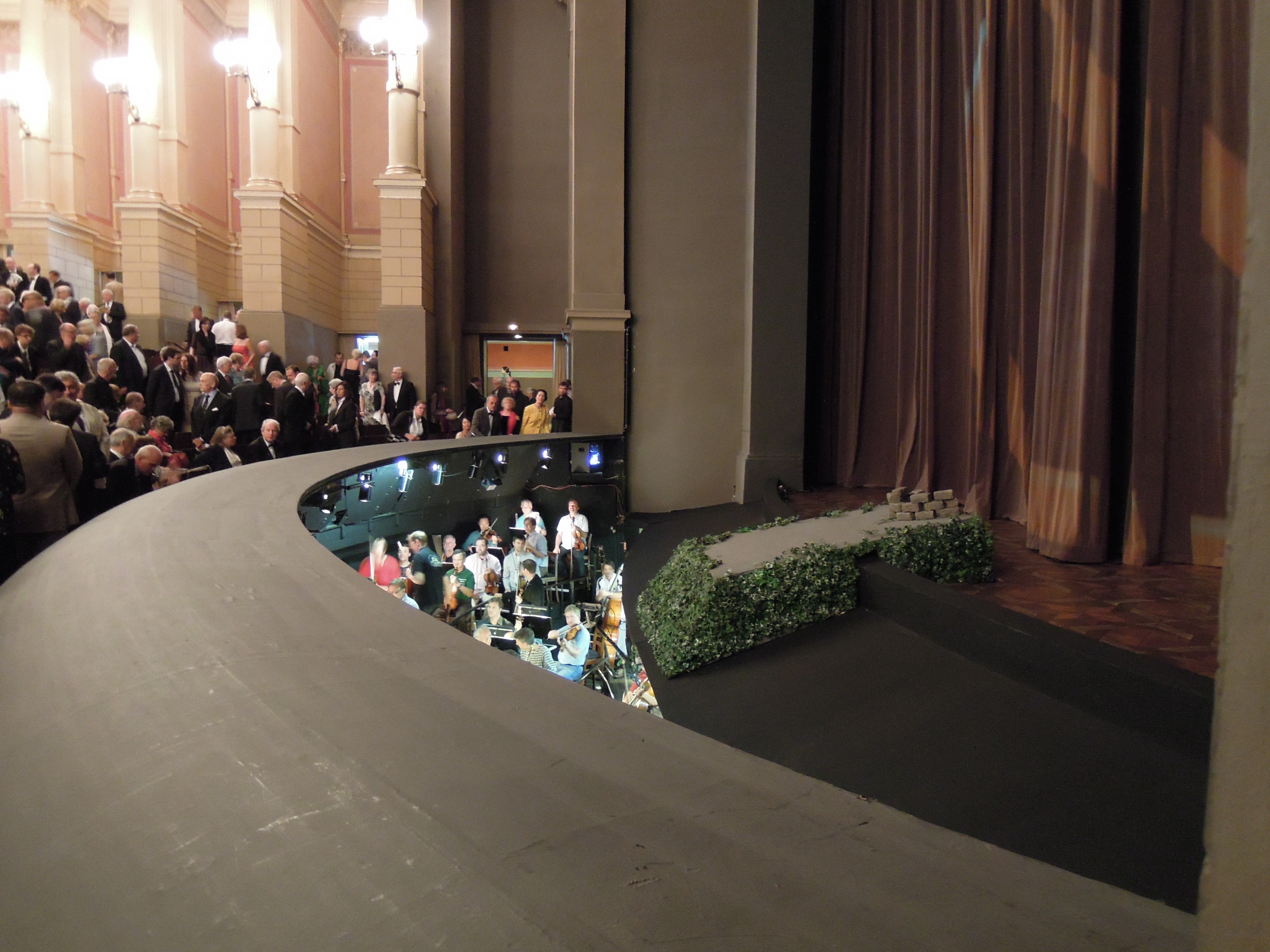
Orkestbak

Het Bayreuther Festspielhaus, ook Richard-Wagner-Festspielhaus, is een operagebouw in Bayreuth, uitsluitend ontworpen voor de uitvoering van de opera's van Richard Wagner. Hier worden elk jaar de Bayreuther Festspiele gehouden.

## Bouw
Wagner wilde een theater ontwerpen waar zijn opera's in ideale omstandigheden konden worden opgevoerd en koos voor Bayreuth. Hij kocht een grond aan op de Grüne Hügel en de eerste steen werd gelegd in 1871. Wagner was nauw betrokken bij het ontwerp en bedacht het zogenaamde onzichtbare orkest: de muzikanten zitten in een diepe ruimte die deels met hout is afgedekt. De zaal is tijdens de voorstellingen in duisternis gehuld en wordt geroemd voor haar unieke akoestiek.

## Opening
De zaal werd geopend in 1876 in aanwezigheid van de Duitse keizer en talrijke adellijke gasten. Ook de componisten Liszt, Saint-Saëns en Tsjajkovski waren aanwezig.